# Antonija Šola
Antonija Šola, född 5 juni 1979 i Zagreb, är en kroatisk sångerska.

## Karriär
Hon föddes i Kroatiens huvudstad Zagreb fast hennes föräldrar kommer från Tomislavgrad i Bosnien och Hercegovina. År 1988 vann hon två regionala Miss Kroatien tävlingar. Hennes musikkarriär påbörjades år 2007 då hon släppte sitt första av tre studioalbum. Det första albumet Anđele släpptes det två versioner av samma år. Den 23 november 2009 släppte hon det tredje albumet Gdje je srce tu je dom.
Hon har även deltagit i Kroatiens nationella uttagningar till Eurovision Song Contest åren 2003, 2007 och 2008. År 2008 kom hon på andra plats med låten "Gdje je srce, tu je dom". Hon fick lika många poäng som vinnarbidraget "Romanca" men eftersom juryn hade prioritet vid lika ställning och de hade tyckt bättre om "Romanca" så blev hon tvåa.
År 2008 vann hon vid Ohrid Fest i Makedonien med låten "Bozji Pat". Låten som framfördes på makedonska var en översättning av hennes egen hitsingel "Nebu Pod Oblak". Åren 2005, 2007 och 2008 deltog hon i Hrvatski radijski festival, en årlig musikfestival i Kroatien. Mellan åren 2004 och 2008 hade hon en roll i TV-serien Zabranjena ljubav.
Hon har bland andra arbetat med Toše Proeski. Tidigare samma år som han avled i en bilolycka släppte hon duetten "Volim osmijeh tvoj" med honom samt en tillhörande musikvideo. Hon har även arbetat med Tony Cetinski.

## Diskografi

### Album
- 2007 - Anđele
- 2009 - Gdje je srce tu je dom